# Geoffrey Cornewall
Geoffrey Cornewall, född 7 maj 1869, död 21 januari 1951, var en brittisk bågskytt. Han deltog vid olympiska sommarspelen 1908.